# Qi Baishi

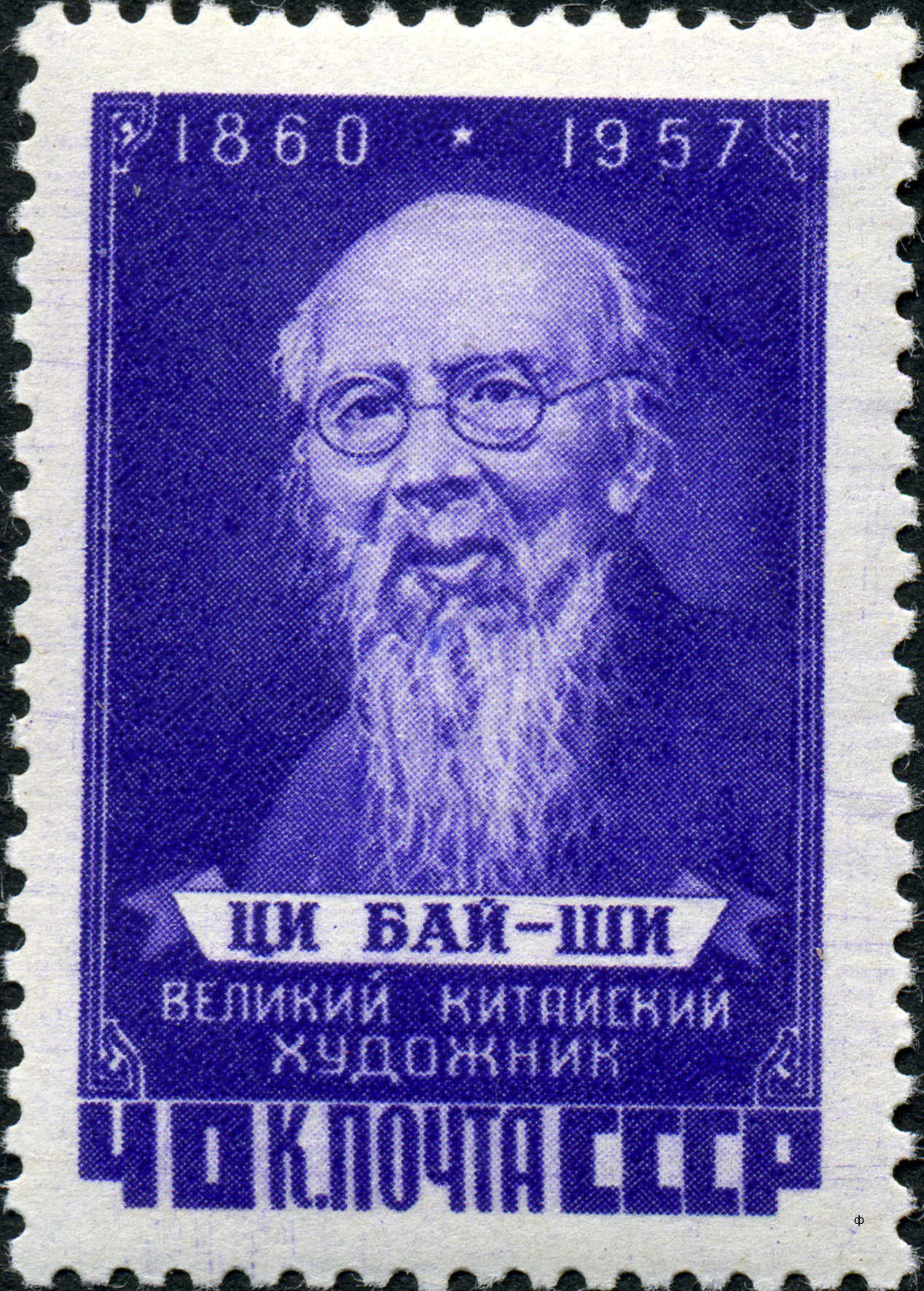
Qi Baishi en un sello postal de la URSS.

Qi Baishi (en chino, 齐白石/齊白石; pinyin, Qí Báishí; Wade-Giles, Ch'i Pai-shih; seudónimos: Qí Huáng (齐璜/齊璜) y Qí Wèiqīng (齐渭清/齊渭清); 1 de enero de 1864 o 22 día del 11 mes del segundo año de Tongzhi en Xiangtan, Hunan — 16 de septiembre de 1957 en Pekín) fue un pintor chino moderno.

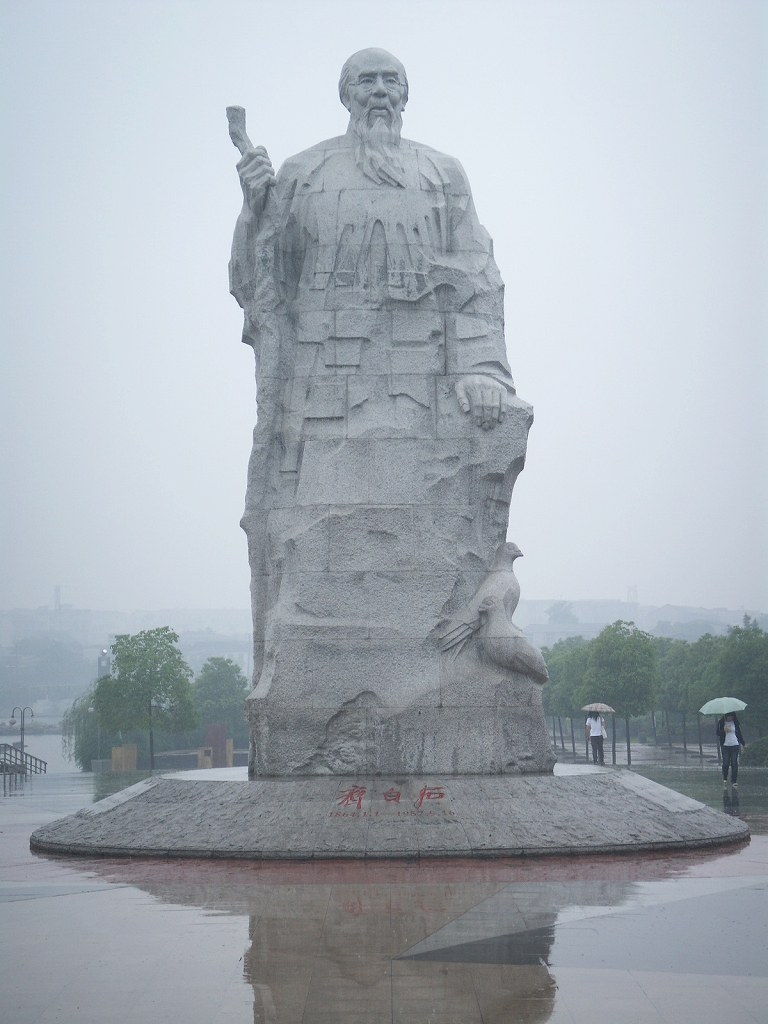
Monumento a Qi Baishi en su parque epónimo en Xiangtan, Hunan.

## Vida
Hijo de agricultor, a los 14 años empezó a trabajar de carpintero. A los 20 años de edad cayó en sus manos un libro de pintura y empezó a pintar. Su carrera como retratista y pintor de escenas costumbristas empezó en su hogar. Cuando tenía 40 años viajó por primera vez por China y visitó los paisajes famosos de Hubei, Shaanxi, Hebei, Jiangxi, Guangdong y Guangxi. En 1917 se trasladó a Pekín, donde alcanzó la fama. en 1953 fue nombrado presidente de la Asamblea de Pintores Chinos y la Asamblea Popular Nacional. En 1955 el Consejo Mundial de la Paz le galardonó con el Premio Internacional de la Paz.

## Obra
Qi Baishi interiorizó los elementos de la pintura tradicional y los desarrolló considerablemente. Sus pinturas muestran su habilidad para representar las cosas mediante estructuras simples trazadas con rápidas y habilidosas pinceladas.
Los temas preferidos de Qi fueron los paisajes, las escenas agrarias y sobre todo pequeñas criaturas como cangrejos y otros crustáceos, renacuajos, ratones, pájaros e insectos, así como plantas como peonias, lotos y bananos. Las figuras humanas de su obra aparecen a menudo esbozadas.